# 兴隆镇 (泾阳县)
兴隆镇，是中华人民共和国陕西省咸陽市泾阳县下辖的一个乡镇级行政单位。

## 行政区划
兴隆镇下辖以下地区：
兴隆村、双槐村、候家庄村、许家庄村、符家庄村、南程村、北程村、张李庄村、郭家庄村、宗沟村、西苗村、白马杨村、太和村、崔黄村、杨赵村、范村李村、白王村、寺底何村、石滩子村、齐家寨村和山庄村。